# Pabellón Pedro Delgado
El pabellón Pedro Delgado es un polideportivo de la ciudad española de Segovia. Inaugurado en 1991, cuenta con un aforo de 2040 personas.

## Historia
Su construcción se inició en 1987, como respuesta a la necesidad que tenía la ciudad de Segovia de una instalación deportiva para deportes de recinto. Inaugurado finalmente en 1991, lleva el nombre del ciclista local Pedro Delgado, ganador del Tour de Francia 1988. Desde su inauguración ha sido sede del Segovia Futsal.
En octubre de 2018 se sometió a una remodelación de la pista, la primera obra de mayor carácter desde su inauguración.